# Sheeva Peo
Sheeva Peo (* 7. November 1976; auch Sheeva Peo Cook) ist eine ehemalige nauruische Gewichtheberin, die stets in der jeweils höchsten Gewichtsklasse der Frauen antrat.
Peo debütierte auf der internationalen Bühne bei den Weltmeisterschaften 1997 in Chiang Mai, wo sie in der Klasse über 83 kg jeweils den 12. Platz in den Einzeldisziplinen Reißen (77,5 kg) und Stoßen (100,0 kg) belegte, was in der Gesamtwertung ein Ergebnis von 177,5 kg und den 11. Rang bedeutete. Bei den Weltmeisterschaften 1998 in Lahti kam sie in der Klasse über 75 kg auf Platz 13 mit 190,0 gehobenen Kilogramm (Reißen: 13. Platz mit 85,0 kg; Stoßen: 14. Platz mit 105,0 kg). Die Weltmeisterschaften 1999 in Athen brachten ihr in der Klasse über 75 kg das bis dahin beste Ergebnis im Reißen mit 90,0 kg, was den 18. Platz unter 26 Teilnehmerinnen bedeutete, jedoch gelang ihr kein gültiger Versuch im Stoßen und somit errang sie auch keine Zweikampfplatzierung.
Im Mai 2000 gewann sie bei den ozeanischen Meisterschaften im eigenen Land die Bronzemedaille im Reißen (87,5 kg) und die Silbermedaille im Stoßen (120,0 kg), was ein Zweikampfergebnis von 207,5 kg und den Bronzerang bedeutete. Im selben Jahr gehörte sie dem Aufgebot ihres Landes für die Olympischen Sommerspiele 2000 in Sydney an und war damit die erste Frau, die für Nauru bei Olympischen Spielen antrat. In der Klasse über 75 kg belegte sie den zehnten Platz unter elf Teilnehmerinnen mit einem Zweikampfergebnis von 220,0 kg (Reißen: 97,5 kg; Stoßen: 122,5 kg).
Sechs Jahre später trat Peo bei den Commonwealth Games 2006 in Melbourne noch einmal auf internationaler Bühne für ihr Land an: In der Klasse über 75 kg hob sie insgesamt 215 Kilogramm und belegte somit im Zweikampf unter elf Teilnehmerinnen den vierten Rang.
2009 wurde sie zur Generalsekretärin des nauruischen Gewichtheberverbandes gewählt.